# Liste des présidents pro tempore du Sénat des États-Unis
Voici la liste des présidents pro tempore du Sénat des États-Unis.

## 1789-1890
Durant cette période, le Sénat n'élit de président pro tempore que durant les absences du vice-président (qui est également le président du Sénat).
| Du                | Au                | Nom                               | Parti                 | État             |
| ----------------- | ----------------- | --------------------------------- | --------------------- | ---------------- |
| 6 avril 1789      | 21 avril 1789     | John Langdon                      | Pro-Administration    | New Hampshire    |
| 7 août 1789       | 9 août 1789       | John Langdon                      | Pro-Administration    | New Hampshire    |
| 18 avril 1792     | 8 octobre 1792    | Richard Henry Lee                 | Anti-Administration   | Virginie         |
| 5 novembre 1792   | 4 décembre 1792   | John Langdon                      | Pro-Administration    | New Hampshire    |
| 4 mars 1793       | 2 décembre 1793   | John Langdon                      | Pro-Administration    | New Hampshire    |
| 31 mai 1794       | 9 novembre 1794   | Ralph Izard                       | Pro-Administration    | Caroline du Sud  |
| 20 février 1795   | 3 mars 1795       | Henry Tazewell                    | Anti-Administration   | Virginie         |
| 4 mars 1795       | 7 juin 1795       | Henry Tazewell                    | Républicain-démocrate | Virginie         |
| 6 mai 1796        | 4 décembre 1796   | Samuel Livermore                  | Fédéraliste           | New Hampshire    |
| 16 février 1797   | 3 mars 1797       | William Bingham                   | Fédéraliste           | Pennsylvanie     |
| 6 juillet 1797    | octobre 1797      | William Bradford (en)             | Fédéraliste           | Rhode Island     |
| 22 novembre 1797  | 12 décembre 1797  | Jacob Read (en)                   | Fédéraliste           | Caroline du Sud  |
| 27 juin 1798      | 5 décembre 1798   | Theodore Sedgwick                 | Fédéraliste           | Massachusetts    |
| 6 décembre 1798   | 27 décembre 1798  | John Laurance (en)                | Fédéraliste           | New York         |
| 1er mars 1799     | 1er décembre 1799 | James Ross (en)                   | Fédéraliste           | Pennsylvanie     |
| 2 décembre 1799   | 29 décembre 1799  | Samuel Livermore                  | Fédéraliste           | New Hampshire    |
| 14 mai 1800       | 16 novembre 1800  | Uriah Tracy (en)                  | Fédéraliste           | Connecticut      |
| 21 novembre 1800  | 27 novembre 1800  | John Eager Howard                 | Fédéraliste           | Maryland         |
| 28 février 1801   | 3 mars 1801       | James Hillhouse (en)              | Fédéraliste           | Connecticut      |
| 7 décembre 1801   | 14 janvier 1802   | Abraham Baldwin                   | Républicain-démocrate | Géorgie          |
| 17 avril 1802     | 13 décembre 1802  | Abraham Baldwin                   | Républicain-démocrate | Géorgie          |
| 14 décembre 1802  | 18 janvier 1803   | Stephen R. Bradley                | Républicain-démocrate | Vermont          |
| 25 février 1803   |                   | Stephen R. Bradley                | Républicain-démocrate | Vermont          |
| 2 mars 1803       | 16 octobre 1803   | Stephen R. Bradley                | Républicain-démocrate | Vermont          |
| 17 octobre 1803   | 6 décembre 1803   | John Brown                        | Républicain-démocrate | Kentucky         |
| 23 janvier 1804   | 26 février 1804   | John Brown                        | Républicain-démocrate | Kentucky         |
| 10 mars 1804      | 4 novembre 1804   | Jesse Franklin (en)               | Républicain-démocrate | Caroline du Nord |
| 15 janvier 1805   | 3 février 1805    | Joseph Anderson                   | Républicain-démocrate | Tennessee        |
| 28 février 1805   | 2 mars 1805       | Joseph Anderson                   | Républicain-démocrate | Tennessee        |
| 2 mars 1805       | 1er décembre 1805 | Joseph Anderson                   | Républicain-démocrate | Tennessee        |
| 2 décembre 1805   | 15 décembre 1805  | Samuel Smith                      | Républicain-démocrate | Maryland         |
| 18 mars 1806      | 30 novembre 1806  | Samuel Smith                      | Républicain-démocrate | Maryland         |
| 2 mars 1807       | 25 octobre 1807   | Samuel Smith                      | Républicain-démocrate | Maryland         |
| 16 avril 1808     | 6 novembre 1808   | Samuel Smith                      | Républicain-démocrate | Maryland         |
| 28 décembre 1808  | 8 janvier 1809    | Stephen R. Bradley                | Républicain-démocrate | Vermont          |
| 30 janvier 1809   | 3 mars 1809       | John Milledge (en)                | Républicain-démocrate | Géorgie          |
| 4 mars 1809       | 21 mai 1809       | John Milledge (en)                | Républicain-démocrate | Géorgie          |
| 26 juin 1809      | 18 décembre 1809  | Andrew Gregg                      | Républicain-démocrate | Pennsylvanie     |
| 28 février 1810   | 2 mars 1810       | John Gaillard (en)                | Républicain-démocrate | Caroline du Sud  |
| 17 avril 1810     | 11 décembre 1810  | John Gaillard (en)                | Républicain-démocrate | Caroline du Sud  |
| 23 février 1811   | 3 novembre 1811   | John Pope                         | Républicain-démocrate | Kentucky         |
| 24 mars 1812      | 3 mars 1813       | William Harris Crawford           | Républicain-démocrate | Géorgie          |
| 4 mars 1813       | 23 mars 1813      | William Harris Crawford           | Républicain-démocrate | Géorgie          |
| 6 décembre 1813   | 3 février 1814    | Joseph B. Varnum (en)             | Républicain-démocrate | Massachusetts    |
| 25 novembre 1814  | 3 décembre 1815   | John Gaillard (en)                | Républicain-démocrate | Caroline du Sud  |
| 4 décembre 1815   | 3 mars 1817       | John Gaillard (en)                | Républicain-démocrate | Caroline du Sud  |
| 4 mars 1817       |                   | John Gaillard (en)                | Républicain-démocrate | Caroline du Sud  |
| 6 mars 1817       | 18 février 1818   | John Gaillard (en)                | Républicain-démocrate | Caroline du Sud  |
| 31 mars 1818      | 5 janvier 1819    | John Gaillard (en)                | Républicain-démocrate | Caroline du Sud  |
| 15 février 1819   | 5 décembre 1819   | James Barbour                     | Républicain-démocrate | Virginie         |
| 6 décembre 1819   | 26 décembre 1819  | James Barbour                     | Républicain-démocrate | Virginie         |
| 25 janvier 1820   | 2 décembre 1821   | John Gaillard (en)                | Républicain-démocrate | Caroline du Sud  |
| 3 décembre 1821   | 27 décembre 1821  | John Gaillard (en)                | Républicain-démocrate | Caroline du Sud  |
| 1er février 1822  | 2 décembre 1822   | John Gaillard (en)                | Républicain-démocrate | Caroline du Sud  |
| 19 février 1823   | 30 novembre 1823  | John Gaillard (en)                | Républicain-démocrate | Caroline du Sud  |
| 1er décembre 1823 | 20 janvier 1824   | John Gaillard (en)                | Républicain-démocrate | Caroline du Sud  |
| 21 mai 1824       | 3 mars 1825       | John Gaillard (en)                | Républicain-démocrate | Caroline du Sud  |
| 9 mars 1825       | 4 décembre 1825   | John Gaillard (en)                | Républicain-démocrate | Caroline du Sud  |
| 20 mai 1826       | 3 décembre 1826   | Nathaniel Macon                   | Républicain-démocrate | Caroline du Nord |
| 2 janvier 1827    | 13 février 1827   | Nathaniel Macon                   | Républicain-démocrate | Caroline du Nord |
| 2 mars 1827       | 2 décembre 1827   | Nathaniel Macon                   | Républicain-démocrate | Caroline du Nord |
| 15 mai 1828       | 18 décembre 1828  | Samuel Smith                      | Jacksonien            | Maryland         |
| 13 mars 1829      | 10 décembre 1829  | Samuel Smith                      | Démocrate             | Maryland         |
| 20 mai 1830       | 31 décembre 1830  | Samuel Smith                      | Démocrate             | Maryland         |
| 1er mars 1831     | 4 décembre 1831   | Samuel Smith                      | Démocrate             | Maryland         |
| 5 décembre 1831   | 11 décembre 1831  | Samuel Smith                      | Démocrate             | Maryland         |
| 9 juillet 1832    | 16 juillet 1832   | Littleton Tazewell (en)           | Whig                  | Virginie         |
| 3 décembre 1832   | 1er décembre 1833 | Hugh Lawson White (en)            | Démocrate             | Tennessee        |
| 2 décembre 1833   | 15 décembre 1833  | Hugh Lawson White (en)            | Démocrate             | Tennessee        |
| 28 juin 1834      | 30 novembre 1834  | George Poindexter (en)            | Whig                  | Mississippi      |
| 3 mars 1835       | 6 décembre 1835   | John Tyler                        | Whig                  | Virginie         |
| 1er juillet 1836  | 4 décembre 1836   | William Rufus DeVane King         | Démocrate             | Alabama          |
| 28 janvier 1837   | 3 mars 1837       | William Rufus DeVane King         | Démocrate             | Alabama          |
| 7 mars 1837       | 3 septembre 1837  | William Rufus DeVane King         | Démocrate             | Alabama          |
| 13 octobre 1837   | 3 décembre 1837   | William Rufus DeVane King         | Démocrate             | Alabama          |
| 2 juillet 1838    | 18 décembre 1838  | William Rufus DeVane King         | Démocrate             | Alabama          |
| 25 février 1839   | 1er décembre 1839 | William Rufus DeVane King         | Démocrate             | Alabama          |
| 2 décembre 1839   | 26 décembre 1839  | William Rufus DeVane King         | Démocrate             | Alabama          |
| 3 juillet 1840    | 15 décembre 1840  | William Rufus DeVane King         | Démocrate             | Alabama          |
| 3 mars 1841       |                   | William Rufus DeVane King         | Démocrate             | Alabama          |
| 4 mars 1841       |                   | William Rufus DeVane King         | Démocrate             | Alabama          |
| 11 mars 1842      | 31 mai 1842       | Samuel Southard (en)              | Whig                  | New Jersey       |
| 31 mai 1842       | 3 décembre 1843   | Willie P. Mangum                  | Whig                  | Caroline du Nord |
| 4 décembre 1843   | 3 mars 1845       | Willie P. Mangum                  | Whig                  | Caroline du Nord |
| 4 mars 1845       |                   | Willie P. Mangum                  | Whig                  | Caroline du Nord |
| 27 décembre 1845  | 27 décembre 1845  | Ambrose H. Sevier (en)            | Démocrate             | Arkansas         |
| 8 août 1846       | 6 décembre 1846   | David Rice Atchison               | Démocrate             | Missouri         |
| 11 janvier 1847   | 13 janvier 1847   | David Rice Atchison               | Démocrate             | Missouri         |
| 3 mars 1847       | 5 décembre 1847   | David Rice Atchison               | Démocrate             | Missouri         |
| 2 février 1848    | 8 février 1848    | David Rice Atchison               | Démocrate             | Missouri         |
| 1er juin 1848     | 14 juin 1848      | David Rice Atchison               | Démocrate             | Missouri         |
| 26 juin 1848      | 29 juin 1848      | David Rice Atchison               | Démocrate             | Missouri         |
| 29 juillet 1848   | 4 décembre 1848   | David Rice Atchison               | Démocrate             | Missouri         |
| 26 décembre 1848  | 1er janvier 1849  | David Rice Atchison               | Démocrate             | Missouri         |
| 2 mars 1849       | 4 mars 1849       | David Rice Atchison               | Démocrate             | Missouri         |
| 5 mars 1849       |                   | David Rice Atchison               | Démocrate             | Missouri         |
| 16 mars 1849      | 2 décembre 1849   | David Rice Atchison               | Démocrate             | Missouri         |
| 6 mai 1850        | 19 mai 1850       | William Rufus DeVane King         | Démocrate             | Alabama          |
| 11 juillet 1850   | 3 mars 1851       | William Rufus DeVane King         | Démocrate             | Alabama          |
| 4 mars 1851       | 20 décembre 1852  | William Rufus DeVane King         | Démocrate             | Alabama          |
| 20 décembre 1852  | 3 mars 1853       | David Rice Atchison               | Démocrate             | Missouri         |
| 4 mars 1853       | 4 décembre 1854   | David Rice Atchison               | Démocrate             | Missouri         |
| 4 décembre 1854   | 4 décembre 1854   | Lewis Cass                        | Démocrate             | Michigan         |
| 5 décembre 1854   | 2 décembre 1855   | Jesse Bright                      | Démocrate             | Indiana          |
| 3 décembre 1855   | 9 juin 1856       | Jesse Bright                      | Démocrate             | Indiana          |
| 9 juin 1856       | 10 juin 1856      | Charles E. Stuart (en)            | Démocrate             | Michigan         |
| 11 juin 1856      | 6 janvier 1857    | Jesse Bright                      | Démocrate             | Indiana          |
| 6 janvier 1857    | 3 mars 1857       | James M. Mason                    | Démocrate             | Virginie         |
| 4 mars 1857       |                   | James M. Mason                    | Démocrate             | Virginie         |
| 14 mars 1857      | 29 juillet 1857   | Thomas J. Rusk (en)               | Démocrate             | Texas            |
| 7 décembre 1857   | 20 décembre 1857  | Benjamin Fitzpatrick              | Démocrate             | Alabama          |
| 29 mars 1858      | 2 mai 1858        | Benjamin Fitzpatrick              | Démocrate             | Alabama          |
| 14 juin 1858      | 5 décembre 1858   | Benjamin Fitzpatrick              | Démocrate             | Alabama          |
| 19 janvier 1859   |                   | Benjamin Fitzpatrick              | Démocrate             | Alabama          |
| 25 janvier 1859   | 9 février 1859    | Benjamin Fitzpatrick              | Démocrate             | Alabama          |
| 9 mars 1859       | 4 décembre 1859   | Benjamin Fitzpatrick              | Démocrate             | Alabama          |
| 19 décembre 1859  | 15 janvier 1860   | Benjamin Fitzpatrick              | Démocrate             | Alabama          |
| 20 février 1860   | 26 février 1860   | Benjamin Fitzpatrick              | Démocrate             | Alabama          |
| 12 juin 1860      | 13 juin 1860      | Jesse Bright                      | Démocrate             | Indiana          |
| 26 juin 1860      | 2 décembre 1860   | Benjamin Fitzpatrick              | Démocrate             | Alabama          |
| 16 février 1861   | 17 février 1861   | Solomon Foot (en)                 | Républicain           | Vermont          |
| 23 mars 1861      | 3 juillet 1861    | Solomon Foot (en)                 | Républicain           | Vermont          |
| 18 juillet 1861   | 1er décembre 1861 | Solomon Foot (en)                 | Républicain           | Vermont          |
| 15 janvier 1862   |                   | Solomon Foot (en)                 | Républicain           | Vermont          |
| 31 mars 1862      | 21 mai 1862       | Solomon Foot (en)                 | Républicain           | Vermont          |
| 19 juin 1862      | 12 décembre 1862  | Solomon Foot (en)                 | Républicain           | Vermont          |
| 18 février 1863   | 3 mars 1863       | Solomon Foot (en)                 | Républicain           | Vermont          |
| 4 mars 1863       | 6 décembre 1863   | Solomon Foot (en)                 | Républicain           | Vermont          |
| 18 décembre 1863  | 20 décembre 1863  | Solomon Foot (en)                 | Républicain           | Vermont          |
| 23 février 1864   |                   | Solomon Foot (en)                 | Républicain           | Vermont          |
| 11 mars 1864      | 13 mars 1864      | Solomon Foot (en)                 | Républicain           | Vermont          |
| 11 avril 1864     | 13 avril 1864     | Solomon Foot (en)                 | Républicain           | Vermont          |
| 26 avril 1864     | 4 janvier 1865    | Daniel Clark (New Hampshire) (en) | Républicain           | New Hampshire    |
| 9 février 1865    | 19 février 1865   | Daniel Clark (New Hampshire) (en) | Républicain           | New Hampshire    |
| 7 mars 1865       | 2 mars 1867       | Lafayette S. Foster (en)          | Républicain           | Connecticut      |
| 2 mars 1867       | 3 mars 1867       | Benjamin F. Wade                  | Républicain           | Ohio             |
| 4 mars 1867       | 3 mars 1869       | Benjamin F. Wade                  | Républicain           | Ohio             |
| 23 mars 1869      | 28 mars 1869      | Henry B. Anthony (en)             | Républicain           | Rhode Island     |
| 9 avril 1869      | 5 décembre 186    | Henry B. Anthony (en)             | Républicain           | Rhode Island     |
| 28 mai 1870       | 2 juin 1870       | Henry B. Anthony (en)             | Républicain           | Rhode Island     |
| 1er juillet 1870  | 5 juillet 1870    | Henry B. Anthony (en)             | Républicain           | Rhode Island     |
| 14 juillet 1870   | 4 décembre 1870   | Henry B. Anthony (en)             | Républicain           | Rhode Island     |
| 10 mars 1871      | 12 mars 1871      | Henry B. Anthony (en)             | Républicain           | Rhode Island     |
| 17 avril 1871     | 9 mai 1871        | Henry B. Anthony (en)             | Républicain           | Rhode Island     |
| 23 mai 1871       | 3 décembre 1871   | Henry B. Anthony (en)             | Républicain           | Rhode Island     |
| 21 décembre 1871  | 7 janvier 1872    | Henry B. Anthony (en)             | Républicain           | Rhode Island     |
| 23 février 1872   | 25 février 1872   | Henry B. Anthony (en)             | Républicain           | Rhode Island     |
| 8 juin 1872       | 1er décembre 1872 | Henry B. Anthony (en)             | Républicain           | Rhode Island     |
| 4 décembre 1872   | 8 décembre 1872   | Henry B. Anthony (en)             | Républicain           | Rhode Island     |
| 13 décembre 1872  | 15 décembre 1872  | Henry B. Anthony (en)             | Républicain           | Rhode Island     |
| 20 décembre 1872  | 5 janvier 1873    | Henry B. Anthony (en)             | Républicain           | Rhode Island     |
| 24 janvier 1873   |                   | Henry B. Anthony (en)             | Républicain           | Rhode Island     |
| 12 mars 1873      | 13 mars 1873      | Matthew H. Carpenter (en)         | Républicain           | Wisconsin        |
| 26 mars 1873      | 30 novembre 1873  | Matthew H. Carpenter (en)         | Républicain           | Wisconsin        |
| 11 décembre 1873  | 6 décembre 1874   | Matthew H. Carpenter (en)         | Républicain           | Wisconsin        |
| 23 décembre 1874  | 4 janvier 1875    | Matthew H. Carpenter (en)         | Républicain           | Wisconsin        |
| 25 janvier 1875   | 31 janvier 1875   | Henry B. Anthony (en)             | Républicain           | Rhode Island     |
| 15 février 1875   | 17 février 1875   | Henry B. Anthony (en)             | Républicain           | Rhode Island     |
| 9 mars 1875       | 10 mars 1875      | Thomas W. Ferry (en)              | Républicain           | Michigan         |
| 19 mars 1875      | 4 mars 1877       | Thomas W. Ferry (en)              | Républicain           | Michigan         |
| 5 mars 1877       |                   | Thomas W. Ferry (en)              | Républicain           | Michigan         |
| 26 février 1878   | 3 mars 1878       | Thomas W. Ferry (en)              | Républicain           | Michigan         |
| 17 avril 1878     | 1er décembre 1878 | Thomas W. Ferry (en)              | Républicain           | Michigan         |
| 3 mars 1879       | 17 mars 1879      | Thomas W. Ferry (en)              | Républicain           | Michigan         |
| 15 avril 1879     | 30 novembre 1879  | Allen Granberry Thurman           | Démocrate             | Ohio             |
| 7 avril 1880      | 14 avril 1880     | Allen Granberry Thurman           | Démocrate             | Ohio             |
| 6 mai 1880        | 5 décembre 1880   | Allen Granberry Thurman           | Démocrate             | Ohio             |
| 10 octobre 1881   | 13 octobre 1881   | Thomas F. Bayard                  | Démocrate             | Delaware         |
| 13 octobre 1881   | 3 mars 1883       | David Davis                       | Indépendant           | Illinois         |
| 3 mars 1883       | 2 décembre 1883   | George F. Edmunds (en)            | Républicain           | Vermont          |
| 3 décembre 1883   | 3 mars 1885       | George F. Edmunds (en)            | Républicain           | Vermont          |
| 7 décembre 1885   | 26 février 1887   | John Sherman                      | Républicain           | Ohio             |
| 26 février 1887   | 4 décembre 1887   | John James Ingalls (en)           | Républicain           | Kansas           |
| 5 décembre 1887   | 3 mars 1889       | John James Ingalls (en)           | Républicain           | Kansas           |
| 17 mars 1889      |                   | John James Ingalls (en)           | Républicain           | Kansas           |
| 2 avril 1889      | 1er décembre 1889 | John James Ingalls (en)           | Républicain           | Kansas           |
| 5 décembre 1889   | 10 décembre 1889  | John James Ingalls (en)           | Républicain           | Kansas           |
| 28 février 1890   | 18 mars 1890      | John James Ingalls (en)           | Républicain           | Kansas           |

## 1890-1911
Durant cette période, le président pro tempore est élu jusqu'à son décès ou l'élection d'un autre président pro tempore.
| Du              | Au              | Nom                       | Parti       | État             |
| --------------- | --------------- | ------------------------- | ----------- | ---------------- |
| 3 avril 1890    | 2 mars 1891     | John J. Ingalls (en)      | Républicain | Kansas           |
| 2 mars 1891     | 22 mars 1893    | Charles F. Manderson (en) | Républicain | Nebraska         |
| 22 mars 1893    | 7 janvier 1895  | Isham Green Harris        | Démocrate   | Tennessee        |
| 7 janvier 1895  | 10 janvier 1895 | Matt W. Ransom            | Démocrate   | Caroline du Nord |
| 10 janvier 1895 | 4 mars 1895     | Isham Green Harris        | Démocrate   | Tennessee        |
| 7 février 1896  | 27 avril 1911   | William P. Frye           | Républicain | Maine            |

## 1911-1913
Le 27 avril 1911, la démission de William P. Frye laisse le Sénat du 62e congrès sans président pro tempore. Aucun candidat ne parvient à emporter suffisamment de suffrages pour être élu à sa succession, et un compromis est finalement atteint au mois d'août : cinq sénateurs, le démocrate Augustus Octavius Bacon (en) et les républicains Charles Curtis, Jacob Harold Gallinger (en), Frank B. Brandegee (en) et Henry Cabot Lodge, occupent tour à tour la présidence pro tempore jusqu'à la fin du mandat du 62e congrès.

## Depuis 1913
Depuis 1913, le président pro tempore est de nouveau élu comme durant la période 1890-1911.
| Du               | Au               | Nom                        | Parti       | État                 |
| ---------------- | ---------------- | -------------------------- | ----------- | -------------------- |
| 13 mars 1913     | 1er octobre 1916 | James Paul Clarke          | Démocrate   | Arkansas             |
| 14 décembre 1916 | 3 mars 1919      | Willard Saulsbury Jr. (en) | Démocrate   | Delaware             |
| 19 mai 1919      | 6 mars 1925      | Albert B. Cummins (en)     | Républicain | Iowa                 |
| 6 mars 1925      | 3 mars 1933      | George H. Moses (en)       | Républicain | New Hampshire        |
| 9 mars 1933      | 10 novembre 1940 | Key Pittman                | Démocrate   | Nevada               |
| 19 novembre 1940 | 3 janvier 1941   | William H. King            | Démocrate   | Utah                 |
| 6 janvier 1941   | 22 juin 1941     | Pat Harrison (en)          | Démocrate   | Mississippi          |
| 10 juillet 1941  | 6 janvier 1945   | Carter Glass               | Démocrate   | Virginie             |
| 6 janvier 1945   | 4 janvier 1947   | Kenneth McKellar (en)      | Démocrate   | Tennessee            |
| 4 janvier 1947   | 3 janvier 1949   | Arthur H. Vandenberg       | Républicain | Michigan             |
| 3 janvier 1949   | 3 janvier 1953   | Kenneth McKellar (en)      | Démocrate   | Tennessee            |
| 3 janvier 1953   | 5 janvier 1955   | Styles Bridges (en)        | Républicain | New Hampshire        |
| 5 janvier 1955   | 3 janvier 1957   | Walter F. George (en)      | Démocrate   | Géorgie              |
| 3 janvier 1957   | 3 janvier 1969   | Carl Hayden                | Démocrate   | Arizona              |
| 3 janvier 1969   | 21 janvier 1971  | Richard Russell Jr.        | Démocrate   | Géorgie              |
| 22 janvier 1971  | 27 juillet 1972  | Allen J. Ellender (en)     | Démocrate   | Louisiane            |
| 28 juillet 1972  | 27 décembre 1978 | James Eastland             | Démocrate   | Mississippi          |
| 15 janvier 1979  | 3 décembre 1980  | Warren Magnuson (en)       | Démocrate   | Washington           |
| 5 décembre 1980  | 5 décembre 1980  | Milton Young (en)          | Républicain | Dakota du Nord       |
| 5 décembre 1980  | 3 janvier 1981   | Warren Magnuson (en)       | Démocrate   | Washington           |
| 5 janvier 1981   | 6 janvier 1987   | Strom Thurmond             | Républicain | Caroline du Sud      |
| 6 janvier 1987   | 3 janvier 1989   | John C. Stennis            | Démocrate   | Mississippi          |
| 3 janvier 1989   | 4 janvier 1995   | Robert Byrd                | Démocrate   | Virginie-Occidentale |
| 4 janvier 1995   | 3 janvier 2001   | Strom Thurmond             | Républicain | Caroline du Sud      |
| 3 janvier 2001   | 20 janvier 2001  | Robert Byrd                | Démocrate   | Virginie-Occidentale |
| 20 janvier 2001  | 6 juin 2001      | Strom Thurmond             | Républicain | Caroline du Sud      |
| 6 juin 2001      | 3 janvier 2003   | Robert Byrd                | Démocrate   | Virginie-Occidentale |
| 3 janvier 2003   | 4 janvier 2007   | Ted Stevens                | Républicain | Alaska               |
| 4 janvier 2007   | 28 juin 2010     | Robert Byrd                | Démocrate   | Virginie-Occidentale |
| 28 juin 2010     | 17 décembre 2012 | Daniel Inouye              | Démocrate   | Hawaï                |
| 17 décembre 2012 | 6 janvier 2015   | Patrick Leahy              | Démocrate   | Vermont              |
| 6 janvier 2015   | 3 janvier 2019   | Orrin Hatch                | Républicain | Utah                 |
| 3 janvier 2019   | 20 janvier 2021  | Chuck Grassley             | Républicain | Iowa                 |
| 20 janvier 2021  | 3 janvier 2023   | Patrick Leahy              | Démocrate   | Vermont              |
| 3 janvier 2023   | 3 janvier 2025   | Patty Murray               | Démocrate   | Washington           |
| 3 janvier 2025   | —                | Chuck Grassley             | Républicain | Iowa                 |